# ニーア リィンカーネーション
『ニーア リィンカーネーション』（NieR Re[in]carnation）は、開発：アプリボット、運営：スクウェア・エニックスによるスマートフォン用ゲームアプリである。2021年2月18日に日本版のサービスが開始された。基本プレイは無料（アイテム課金制）。
ストーリー完結に伴い、2024年4月30日をもってサービス終了。

## 概要
本作は『ニーア ゲシュタルト/レプリカント』『ニーア オートマタ』の世界が舞台となっている。これらの作品はゲーム『ドラッグ オン ドラグーン』シリーズのスピンオフにあたる。
舞台は「檻（ケージ）」と呼ばれる世界。プレイヤーは「ママ」と名乗る幽霊のような生物と共に檻の内の様々な場所を移動し、「カカシ」と呼ばれている像の中に入って「武器の記憶」を取り戻しながら、絵本のようなストーリーを進んでいく。
ゲームプレイは3つのタイプに分かれている。その中の1つ目は主人公が仲間とともに「檻」の様々なエリアを探索するものである。その探索の中で、プレイヤーは開放された記憶の中で敵と戦うための武器を得たり、「黒いカカシ」と呼ばれる存在と出会って自身をアップグレードさせたりする。この開放された記憶は「ウェポンストーリー」と呼ばれ、プレイヤーは横スクロールの画面で、武器にまつわる人々の記憶を体験し、黒いカラスのような存在によって歪められた記憶の誤りを正すために戦闘に参加することとなる。
バトルは記憶の中で3人のキャラクターを操作しながら敵を倒すもので、チャージが溜まった状態で画面上のアイコンをタップすると、必殺技が発動するようになる。バトルはオートバトルモードを使って行うことも、手動で行うこともできる。ストーリーに登場するキャラクターは最初から登場しているものの、その他のキャラクターや武器などはガチャで入手することができる。ストーリー上のクエストをクリアすると、オプションでバトルの難易度が上昇する。

## ストーリー
少女と怪物の物語
謎の巨塔『檻（ケージ）』で、黒い服を着た少女は目を覚ます。少女は声や記憶を失っており、「ママ」のサポートを受けながら『檻』を巡り『黒いカカシ』の中に込められた武器の物語を修復し、失ったものを取り戻す旅をすることとなる。時折、少女の前に現れる『黒き怪物』。その存在を追いながら、失ったものの最後のひとつ『言葉』を得ると、全ての記憶を取り戻す。
かつて夢を喰う『黒き怪物』を「カイブツさん」と親しげに呼び、度々檻を訪れていた少女がいた。その少女は黒い服を着た少女と瓜二つの姿で白い服を着ており、怖い夢を見るのだと言う。人間の夢を食べ人間になるという本能を持っていた黒き怪物は少女の夢を喰らい続けた結果、遂には人間になる事ができた。しかし、それと同時に彼女の身体を奪う事になってしまう。黒き怪物はその結末が許せずにいた。言葉を取り戻し、全てを思い出した黒い服の少女、かつての黒き怪物レヴァニアは「あの子を人間に戻すんだ！」と叫び、白い服の少女・フィオを救うべく過去の記憶を辿っていく。
太陽と月の物語
共に都心の高校に通う高校生であり、両親の離婚を機に別離した姉弟である暮染佑月・明城陽那が『檻』にやってくる。2人はそれぞれ「黒いママ」・「パパ」の先導のもと、佑月は病に倒れた母親を治すため、陽那は精神を病んだ父親と再び笑顔で暮らすため、『檻』に浮かぶ壊れた月・太陽を治す旅に出る。
ヒトと世界の物語
『檻』のある空間に、武器の記憶に登場した者たちが召喚される。ママは彼らに、『檻』が敵の攻撃によって危機にさらされていることを伝え、『檻』を守って欲しいと頼む。バグの発生したような見た目となった『檻』を進み、戦いを繰り返していく中、『檻』の正体がママにより明かされる。
現代から近い未来、人類は全身が塩の結晶と化す奇病「白塩化症候群」やそれによって生まれた怪物「レギオン」などにより、滅亡の危機にさらされていた。しかし、人間の魂と体を分離して保存する「ゲシュタルト計画」などの対策も実らず、ついに人類は滅亡する。その滅亡した人類の遺伝子情報や歴史を記録した、月面のサーバー。それが『檻』の正体だった。
月面サーバーを保守するアンドロイド、10Hの犠牲もありママたちは地球に辿り着くが、地球は『檻』のような見た目になっていた。地球に人類が遺した量子サーバーの管理者『彼女』により地球は大きく姿を変え、『檻』も破壊されようとしていたのだ。『彼女』の策略を止め、地球と『檻』を元の姿に戻すべく、フィオとレヴァニアを始めとする『檻』の面々は『彼女』に立ち向かう。

## 登場人物

### 少女と怪物の物語
白い少女 / フィオ
声 - 長江里加
貴族によって支配されている国で最下級の身分「山羊の民」として暮らす少女。毎夜『檻』に閉じ込められる悪夢に苦しんでいた。『檻』でレヴァニアと出会い、彼を「カイブツさん」と呼んで親しんでいた。
黒き怪物 / レヴァニア
声 - 川原元幸
人間の夢を喰らう魔物。『檻』で出会ったフィオの夢を食べ続けた末、フィオから人間の姿を奪ってしまう。フィオを人間に戻すため、『檻』を巡って武器の記憶を修復する旅を始めた。
ママ
声 - 原由実
「ママ」を自称する謎の存在。『檻』について詳しく、レヴァニアを先導する。その正体は、月面サーバーの管理補助を担う「ポッド006」。
運送屋 / 運送屋代理
声 - 会一太郎
ママに似た形状の存在。帽子と鞄を身に付けている。「お上」と呼ばれる存在の命令を受け、『檻』に干渉していた。
流浪の少年 / リオン
声 - 皆川純子
ある王国の第一王子だった少年。持病の悪化により父王から捨てられ、ディミスと共に放浪の旅をするようになる。
義肢の狩人 / フレンリーゼ
声 - 福原綾香
森の中の小さな村で狩りをして暮らしていた女。人間を機械兵に改造するというリオンの王国の計画に巻き込まれ、妹もろとも拉致される。下半身を改造されたうえ妹を喪って以降、復讐のために生きるようになる。
機械仕掛けの兵士 / ディミス
声 - 佐藤拓也
リオンの王国で開発された旧型の機械兵。欠陥品として王城の地下に廃棄されていたが、そこに追いやられてきたリオンとの出会いから「意志」を獲得。その後は彼の忠実な従者として動く。
暗殺者 / アケハ
声 - 喜多村英梨
とある大名に仕える殺し屋の女。卓越した剣の腕を持ち、主からの信頼も厚い。家の操り人形となっている暗殺対象に自分と重なるものを感じ、彼女を救って逃げ出す。
山に挑み続ける者 / アルゴー
声 - 山路和弘
数々の名峰を踏破してきた、壮年の冒険家。家族のことを顧みずに未踏峰に挑み続け、その末に遭難死する。
白衣の男 / 063y
声 - 堀内賢雄
「花」に支配された世界で「花」と戦うために造られたクローン兵の男。
白衣の女 / F66x
声 - 佐藤聡美
「花」に支配された世界で「花」と戦うために造られたクローン兵の女。
山男の娘
アルゴーの娘。父の背中を追うように、冒険家として世界を旅している。
声 - 夏谷美希
復讐の少年軍人 / ラルス
声 - 小野賢章
両親の敵を討つために軍に志願した少年兵。〈乳幼児拉致作戦〉によって隣国から連れ去られた子供の一人であり、本当の親は自分が復讐で殺害した男であるという事実を知り、軍から脱走する。
後悔の青年軍人 / グリフ
声 - 白井悠介
ラルスと同じ国の軍に所属する軍人。独断で決行した奇襲作戦で自分以外の部隊員全員を喪って以降極端に慎重な指揮を執るようになり、「臆病者」となじられている。
封印されていた少女 / ノエル
声 - ゆかな
崩壊した地下施設で目覚めた女性型の生体兵器。自身のオリジナルである「お姉さま」の記憶を受け継いでおり、彼女が生前行きたがっていた思い出の地に辿り着くために旅をする。

### 太陽と月の物語
女子高校生 / 明城 陽那
声 - 市ノ瀬加那
都心の高校に通う少女。母親の浪費癖のために莫大な借金を背負い心を病んだ父親と二人暮らしをしている。しかしその父親はある日自殺してしまい、その過去を変えるべく『檻』を旅する。
男子高校生 / 暮染 佑月
声 - 内山昂輝
都心の高校に通う少年。父親からの暴行もあって衰弱した母親を救うべく医師を志している。しかし心臓移植手術を前に母親は急死してしまい、その過去を変えるべく『檻』を旅する。
パパ
声 - てらそままさき
『檻』で陽那を先導する存在。陽那の父にどことなく似た雰囲気。
黒いママ
声 - 堀江由衣
『檻』で佑月を先導する存在。佑月の母親にどことなく似た雰囲気。
赤さん
声 - 竹内良太
黒い「ママ」の前掛けに入っている存在。尊大な物言いが目立つ。
銀髪の魔女 / サリュ
声 - 茜屋日海夏
魔法使いの学舎に通う少女。心の通じる二人が「誓いの輪」を交換し合う儀式「契約の日」に際して、思いを寄せる少年と契約しようとするが、その少年は遺体で発見され、親友の少女は行方不明となり、醜い獣人となって見つかる。サリュは友たちの末路に絶望して自殺する。
醜き獣人 / プリエ
声 - 大和田仁美
森の中に棲む、白い布で体を覆った獣人。その正体はサリュの親友である少女。人間の姿を取り戻すために「黒い影」と契約し、魔法使いを殺戮して回る。
仮想世界の歌姫 / マリー
声 - 田所あずさ
科学が発展した世界のインターネット上で歌手として人気を博す少女。その正体は、国家を統治するために造られたAIで、人間の心理構造を模したプログラムを有している。敵国のスパイに同情して助命したが、その男の通牒行為によって首都陥落を許し、放棄されていた。
電脳社会の帝王/ ユリィ
声 - 戸松遥
マリーが放棄された後に統治者となったAI。マリーの失敗から心を持たないAIとして製造されたが、ユリィはその不完全さを嫌い、自身に欠けているものをマリーから奪う。しかしそれにより「良心」を手に入れたことで、自身が行ってきた冷酷な統治に対する良心の呵責でエラーを起こして崩壊する。
若き船乗り / ユディル
声 - 木村良平
砂漠の王国に住む盗賊の少年。「笑わなくなった姫を笑わせた者に姫を与える」とのお触れを見て、何度も姫の元へ通う。ついに姫の心を動かし、彼女の頼みで姫を宮殿から連れ出すが、姫を連れ去ろうとする怪しげな占い師と戦った果てに彼女と相討ちし、海の底に沈む。
妖しげな占い師 / サラーファ
声 - 安済知佳
砂漠の王国の王女。何度も自身の元へ通うユディルにしだいに心を許すようになる。自身を宮殿から連れ出すよう頼んだ日、彼を試すべく侍女を自身に変装させるが、ユディルはそれに気づくことはなかった。サラーファはその事実に絶望し、占い師に扮して彼を襲い、ユディルと運命を共にする。
黒い鳥の姉妹
声 - 栗坂南美

### ヒトと世界の物語
ヨルハ十号H型（10H）
声 - 若山詩音
月面サーバーの保守を担当するヨルハ部隊所属のアンドロイド。人類滅亡の事実や、月面サーバーの正体に気付くたびにポッド006により破壊されていたが、54回目にしてついにポッドと和解し、『檻』を守るべく戦うこととなる。
ポッド006
声 - 原由実
月面基地で10Hを補助する随行支援ユニット。10Hが真実に辿り着くたびに10Hを破壊して記憶をリセットしていた。『檻』では「ママ」として、『檻』を守るため奮闘する。
『彼女』
声 - 石川由依
地球の量子サーバーの管理者の片割れ。ある日サーバー内に現れた白髪の女との戦いの果てにサーバーは破壊されたが、『彼女』だけは生き残っていた。片割れである『彼』を喪った悲しみから、『檻』への攻撃を開始する。